# كلية الزراعة (جامعة الفيوم)
كلية الزراعة جامعة الفيوم أنشئت بقرار رئيس مجلس الوزراء سنة 1976م. وبدأت الدراسة بها اعتبارًا من العام الجامعي 1976/1977 وتخرجت أول دفعة منها في العام الجامعي 1979/1980. بدأت الدراسة بمرحلة الدراسات العليا في العام الجامعي 1981/1982 لمنح درجتي الماجستير والدكتوراه في العلوم الزراعية في التخصصات المختلفة.

## نبذة تاريخية
- بدأت الكلية في عام 1987 في إصدار مجلة الفيوم للبحوث والتنمية الزراعية مخصصة لنشر الأبحاث العلمية المبتكرة وتصدر المجلة سنويًا منذ عام 1987 وحتى الآن في عددين إحداهما في يناير والثاني في يوليو من كل عام وقد تم في يونيو 2003 الحصول على رقم دولي (رقم دولي معياري للدوريات) للمجلة وهو 1110-7790 وكذا رقم إيداع بدار الكتب والوثائق القومية وهو (12293) لسنة 2003.
- يتبع الكلية مزرعتان للإنتاج النباتي أحدهما تبعد حوالي 5 كيلو مترًا ومساحتها 28 فدانًا والثانية مساحتها 100 فداناً وتبعد عن الكلية بحوالى 11 كيلو مترًا بناحية دمو وتم بها في عام 1997 إنشاء مزرعتين للإنتاج الحيواني على مساحة فدانين ونصف الفدان وللدواجن على مساحة فدانين صممت مواصفاتهما على أحدث الأساليب العلمية. وفي عام 2003 تم إنشاء مزرعة سمكية على مساحة حوالى خمسة أفدنة وهي تعد من أكبر المزارع السمكية على مستوى كليات الزراعة بالجامعات المصرية، وتستغل هذه المزارع المتنوعة في خدمة الأغراض التعليمية والتدريبية والإرشادية والبحثية بالكلية.
- يتبع الكلية الوحدة النموذجية للألبان والتي تم افتتاحها في نوفمبر 1996 من أجل تدريب الطلاب في مجال المنتجات اللبنية باستخدام الأجهزة الحديثة والتكنولوجيا المتطورة في هذا المجال ولتلبية احتياجات المدن الجامعية من منتجات الألبان (الزبادي – جبن أبيض – جبن جاف) والنهوض بالمستوى الصحي والغذائي للمستهلك بالبيئة المحيطة بتقديم منتج آمن صحيا وغذائياً بأسعار مقبولة وذلك من خلال منفذ البيع بسور الكلية.
- في مارس 1998 تم إنشاء المعمل المركزى لتحليل التربة والمياه والنبات وذلك بالتعاون مع الحكومة الهولندية كوحدة ذات طابع خاص بالكلية. ويقوم المعمل بإجراء تحليلات التربة والمياه والنبات والأسمدة في مقابل رسوم مدعمة بدرجة كبيرة من الكلية، كما يقوم بإجراء البحوث والدراسات وتقديم الاستشارات والخدمات المرتبطة بمجالات الإنتاج الزراعي للمزارعين والشركات والهيئات العامة والجامعات والمراكز البحثية والباحثين، وللمعمل موقع على الإنترنت يمكن من خلاله التعرف على كافة أنشطته ولائحة الأسعار للتحليلات المختلفة
- تم في إبريل 2004 افتتاح وحدة كلية الزراعة لتكنولوجيا المخبوزات بالحرم الجامعي بجوار مركز الأنشطة الطلابية وهي تضم مخبزان أحدهما للخبز البلدي والآخر للخبز الافرنجي والحلويات والمخبوزات المتنوعة، والوحدة مزودة بأحدث الأجهزة والمعدات المتطورة في هذا المجال وذلك لخدمة الأغراض التعليمية وتدريب الطلاب وللأغراض البحثية في مجال تكنولوجيا وتطوير وتحسين الخبز ومنتجاته. كما يستفيد من منتجاتها المستهلك من طلاب الجامعة وسكان البيئة المحيطة بالجامعة من خلال منافذ البيع بسور الكلية وأمام الحديقة الدولية من داخل مقر الوحدة.
- يتبع الكلية مبنى قاعة الأستاذ الدكتور/ سعد نصار- المجهزه للمؤتمرات والندوات ومزودة بأحدث الوسائل السمعية والبصرية والتي تم افتتاحها في 28/3/2001 ضمن احتفالات الكلية باليوبيل الفضي لإنشائها.

## مبني الكلية
1- الحرم الجامعى وتبلغ مساحته 50 فدان ويقع بحى الجامعة بمدينة الفيوم.
2- الحرم الجامعى الجديد على مساحة 100 فدان بمنطقة كوم أوشيم شمال محافظة الفيوم.
3- قاعة الإحتفالات الكبرى وسعتها (1000) كرسى وهي أيضاً مزودة بأحدث أجهزة الصوت والإضاءة والتكييف المركزى.
4- المدن الجامعية وهي تستوعب حوالى (4500) طالب وطالبة وتحقق أكبر نسبة استيعاب لطلاب الجامعة بين الجامعات المصرية.
5-المطبعة المركزية والمطعم المركزى والإدارة الطبية.

## الرؤية المستقبلية للجامعة
1- استحداث كليات جديدة وإستكمال المنشآت الحالية وهي المدينة الجامعية للطالبات مبنى ملحق كلية السياحة والفنادق، والإنتهاء من تجهيز المستشفى التعليمى بمراكزه المتخصصة.
2- إتمام أعمال تطوير مرحلية لإعادة تأهيل المستشفيات الجامعية الحالية.
3- وإستغلال الأرض المخصصة للجامعة على شاطئ بحيرة قارون في إقامة منشآت وأنشطة جامعية تخدم قطاع السياحة بالفيوم والعملية التعليمية على مساحة (32) ألف متر مربع وأخيرا تخطيط الموقع العام لتوسعات الجامعة المستقبلية على (100) فدان شمال منطقة كوم أوشيم.

## أقسام الكلية
بدأت الكلية بستة أقسام علمية هي:
1 - الأراضي والمياه
2 - الإنتاج الحيواني
3 - الإنتاج النباتي
4 - الصناعات الزراعية
5 - الاقتصاد الزراعي
6 - وقاية النبات
وأصبحت الكلية تضم الآن أربعة عشر قسمًا علميًا هي:
1- الأراضي والمياه
2- الاقتصاد الزراعي
3- الألبان
4- الإنتاج الحيواني
5- الدواجن
6- البساتين
7- علوم وتكنولوجيا الأغذية
8- الكيمياء الحيوية الزراعية
9- المحاصيل
10- الميكروبيولوجى الزراعية
11- النبات الزراعي
12- الوراثة
13- وقاية النبات
14. الهندسة الزراعية

## وصلات خارجية
[موقع الكلية الرسمي http://www.fayoum.edu.eg/Agriculture/home ]